# Quý tộc Đức
Giới quý tộc Đức (tiếng Đức: deutscher Adel) là một giai cấp xã hội ở Đức, cho đến năm 1919, được hưởng những đặc quyền nhất định so với những người khác theo pháp luật và phong tục của những lãnh thổ khác nhau mà bây giờ nhập thành nước Đức. Các chính phủ đã công nhận hoặc phong cho các danh hiệu quý tộc bao gồm Đế quốc La Mã Thần thánh (962-1806), Liên minh các quốc gia Đức (1814-1866) và Đế chế Đức (1871-1918). Những người dân thường, không thuộc dòng dõi quý tộc, trong thời Trung cổ từ thế kỷ 14 có thể được phong tước từ kỵ sĩ lên hàng quý tộc.
Tất cả các quyền ưu đãi và miễn trừ pháp lý của giới quý tộc (một cá nhân, một gia đình hay bất kỳ người thừa kế) và cả giới quý tộc được chính thức bãi bỏ vào năm 1919 bởi nước Cộng hoà Weimar (1919-1933), và giới quý tộc sau này không còn được phong hoặc được công nhận bởi nước Cộng hòa Liên bang Đức. Cựu danh hiệu lưu truyền (sang con cháu) được cho phép dùng như một phần của tên họ (ví dụ, các từ quý tộc von và zu).
Hệ thống quý tộc của đế chế Đức cũng tương tự như giới quý tộc trong đế quốc Áo, cả hai phát triển từ Đế quốc La Mã Thần thánh và cả hai kết thúc vào năm 1919, nhưng ở Áo dưới thời Đệ Nhất Cộng hòa Áo, giới quý tộc Áo hoàn toàn bị bãi bỏ và cấm sử dụng các danh hiệu dưới mọi hình thức, kể cả những từ trong tên họ của giới này.